# Mal de montaña crónico
El mal de montaña crónico (o CMS por su designación en inglés, Chronic mountain sickness) es una enfermedad que se desarrolla en individuos que viven durante períodos prolongados en sitios a una elevada altitud. También se lo conoce como "Enfermedad de Monge", ya que la misma fue descrita por primera vez por Carlos Monge en 1925. Mientras que el mal de montaña se sufre poco tiempo después de haber ascendido a una región de elevada altitud, el mal de montaña crónico se puede desarrollar luego de vivir durante varios años en zonas de elevada altitud. Si bien en el ámbito de la medicina se define como elevada altitud a sitios a más de 2500 metros, la mayoría de los casos de CMS ocurren a más de 3000 m.
El CMS se caracteriza por una policitemia (aumento de hematocrito) e hipoxemia, los cuales descienden si se reduce la altitud. Se cree que el CMS se debe a un excesivo nivel de producción de las células rojas de la sangre, lo que aumenta la capacidad de transporte de oxígeno por parte de la sangre pero también aumenta la viscosidad de la sangre, produciendo un flujo de sangre desparejo por los pulmones. Sin embargo, el CMS es también considerado una adaptación de las enfermedades pulmonares y del corazón a condiciones de vida marcadas por una hipoxia crónica en altitud.
Los síntomas y signos más frecuentes de CMS son dolor de cabeza, adormecimiento, tinnitus, dificultades para respirar, palpitaciones, perturbaciones del sueño, fatiga, anorexia, confusión mental, cianosis y dilatación de las venas.
El diagnóstico clínico mediante indicadores de laboratorio se basa en los siguientes rangos: Hb > 200 g/L, Hct >65%, y saturación de oxígeno arterial  (SaO2) <85% para ambos géneros.
El tratamiento comprende el descenso de altitud, con el cual disminuyen los síntomas y el hematocrito retorna lentamente a sus niveles normales. El tratamiento agudo en altitud comprende el sangrado (flebotomía), extrayendo sangre, para reducir el hematocrito; sin embargo, esto no se considera lo ideal durante períodos prolongados.